# شهرستان الحصین
ناحیهٔ الحصین (به عربی: مدیریة الحصین) یک ناحیه در یمن است که در استان ضالع واقع شده‌است.

## خصوصیات
ناحیهٔ الحصین ۳۷٬۱۱۸ نفر جمعیت دارد.